# مشتق سوم
مشتق سوم در حسابان، میزانی که در آن مشتق دوم، یا نرخ تغییرات نرخ تغییر، در حال تغییر است می‌باشد. در واقع مشتق سوم، مشتقِ مشتق دوم است.
مشتق سوم با نمادهای زیر که رایج‌ترین آن هستند نشان داده می‌شود.
{\displaystyle {\frac {d^{3}y}{dx^{3}}},\quad f'''(x),\quad {\text{or }}{\frac {d^{3}}{dx^{3}}}[f(x)].}

## تعاریف ریاضی
اگر تابع {\displaystyle f(x)=x^{4}} را فرض کنیم آنگاه مشتق آن تابع {\displaystyle f'(x)=4x^{3}} و مشتق دوم آن {\displaystyle f''(x)=12x^{2}} می‌باشد، و اگر از مشتق دوم مشتق گرفته شود
{\displaystyle {\frac {d^{3}}{dx^{3}}}[x^{4}]=24x}
مشتق سوم را نتیجه می‌دهد.

## کاربرد

### در هندسه
در هندسه دیفرانسیل، پیچ خوردگی یک منحنی - یک خاصیت بنیادی از منحنی در سه بعد می‌باشد که با استفاده از مشتقات سوم از توابع مختصات (یا بردار موقعیت) توصیف منحنی محاسبه می‌شود.

### در فیزیک
در فیزیک، به خصوص سینماتیک، خیز به صورت مشتق سوم از تابع موقعیت از یک شی تعریف شده‌است؛ که اساساً میزانی که در آن شتاب در حال تغییر است. به زبان ریاضی:
{\displaystyle \mathbf {j} (t)={\frac {d^{3}\mathbf {r} }{dt^{3}}}}
که در آن (j(t تابع جرک با توجه به زمان و (r(t تابع موقعیت جسم نسبت به زمان است.